# Zack & Cody an Bord/Episodenliste

Logo zur Serie

Diese Liste der Episoden von Zack & Cody an Bord enthält alle Episoden der US-amerikanischen Jugendserie Zack & Cody an Bord, sortiert nach der US-amerikanischen Erstausstrahlung. Zwischen 2008 und 2011 entstanden in drei Staffeln 73 Episoden mit einer Länge von jeweils etwa 22 Minuten.

## Übersicht
| Staffel | Episodenanzahl | Erstausstrahlung USA | Erstausstrahlung USA | Deutschsprachige Erstausstrahlung | Deutschsprachige Erstausstrahlung |
| Staffel | Episodenanzahl | Staffelpremiere      | Staffelfinale        | Staffelpremiere                   | Staffelfinale                     |
| ------- | -------------- | -------------------- | -------------------- | --------------------------------- | --------------------------------- |
| 1       | 21             | 26. September 2008   | 17. Juli 2009        | 30. Januar 2009                   | 16. Oktober 2009                  |
| 2       | 30             | 7. August 2009       | 18. Juni 2010        | 5. Februar 2010                   | 23. Oktober 2010                  |
| 3       | 22             | 2. Juli 2010         | 6. Mai 2011          | 26. November 2010                 | 5. August 2011                    |
| Film    | Film           | 25. März 2011        | 25. März 2011        | 9. Juli 2011                      | 9. Juli 2011                      |

## Staffel 1
Die Erstausstrahlung der ersten Staffel war vom 26. September 2008 bis zum 17. Juli 2009 auf dem US-amerikanischen Sender Disney Channel zu sehen. Die deutschsprachige Erstausstrahlung sendete der Pay-TV-Sender Disney Channel vom 30. Januar bis zum 16. Oktober 2009.
- Cole Sprouse, Dylan Sprouse und Brenda Song waren in allen Folgen zu sehen.
- Debby Ryan und Phill Lewis war in fünf Folgen nicht zu sehen.

- Kim Rhodes nahm für zwei Folgen ihrer Rolle aus Hotel Zack & Cody wieder auf (Folge 1 & 16).
- Folgende Darsteller nahmen ihre Rollen aus Hotel Zack & Cody für eine Folge wieder auf:  Ashley Tisdale (Episode 13), Brian Stepanek (Episode 7), Brittany Curran, Sophie Oda, Charlie Stewart (alle drei in Folge 9) und Robert Torti (Episode 16).

| Nr. (ges.) | Nr. (St.) | Deutscher Titel                    | Originaltitel            | Erstausstrahlung USA | Deutschsprachige Erstausstrahlung (D) | Prod. Code |
| ---------- | --------- | ---------------------------------- | ------------------------ | -------------------- | ------------------------------------- | ---------- |
| 1          | 1         | Erster Tag auf Hoher See           | The Suite Life Sets Sail | 26. Sep. 2008        | 30. Jan. 2009                         | 101        |
| 2          | 2         | Die Papageien-Insel                | Parrot Island            | 27. Sep. 2008        | 31. Jan. 2009                         | 107        |
| 3          | 3         | Pleiten, Pech und Jo-Jo            | Broke'N'YoYo             | 3. Okt. 2008         | 7. Feb. 2009                          | 102        |
| 4          | 4         | Der Diamantendieb                  | The Kidney of the Sea    | 10. Okt. 2008        | 14. Feb. 2009                         | 103        |
| 5          | 5         | Zeigt her eure Füße!               | Show and Tell/Showgirls  | 17. Okt. 2008        | 21. Feb. 2009                         | 104        |
| 6          | 6         | Und täglich grüsst Miss Tutweiller | International Dateline   | 24. Okt. 2008        | 28. Feb. 2009                         | 105        |
| 7          | 7         | Das kommt mir griechisch vor       | It’s All Greek to Me     | 7. Nov. 2008         | 7. März 2009                          | 106        |
| 8          | 8         | Seemonster Gertie                  | Sea Monster Mash         | 14. Nov. 2008        | 14. März 2009                         | 108        |
| 9          | 9         | Lügen und nichts als Lügen         | Flowers and Chocolate    | 21. Nov. 2008        | 5. Apr. 2009                          | 109        |
| 10         | 10        | Kein (Selbst-)Vertrauen            | Boo You                  | 5. Dez. 2008         | 28. März 2009                         | 110        |
| 11         | 11        | Harmonie auf hoher See             | seaHarmony               | 12. Dez. 2008        | 12. Juni 2009                         | 111        |
| 12         | 12        | Der teure Pfad der Erleuchtung     | The Swami and the Mommy  | 9. Jan. 2009         | 26. Apr. 2009                         | 115        |
| 13         | 13        | Maddie an Bord                     | Maddie on Deck           | 16. Jan. 2009        | 19. Apr. 2009                         | 112        |
| 14         | 14        | Verliebt in Rom                    | When in Rome…            | 23. Jan. 2009        | 12. Juni 2009                         | 113        |
| 15         | 15        | Schiffnose                         | Shipnotized              | 30. Jan. 2009        | 10. Mai 2009                          | 114        |
| 16         | 16        | Mom und Dad an Bord                | Mom and Dad on Deck      | 20. Feb. 2009        | 17. Mai 2009                          | 117        |
| 17         | 17        | Der Weltraum-Wettstreit            | The Wrong Stuff          | 27. März 2009        | 24. Mai 2009                          | 118        |
| 18         | 18        | Cody, das Umweltmonster            | Splash & Trash           | 17. Apr. 2009        | 29. Mai 2009                          | 119        |
| 19         | 19        | Viel Lärm um nichts                | Mulch Ado About Nothing  | 1. Mai 2009          | 16. Okt. 2009                         | 116        |
| 20         | 20        | Mast- und Beinbruch                | Cruisin' For a Bruisin'  | 5. Juni 2009         | 26. Juli 2009                         | 121        |
| 21         | 21        | Das Treffen der Superstars         | Double-Crossed           | 17. Juli 2009        | 4. Sep. 2009                          | 120        |

## Staffel 2
Die Erstausstrahlung der zweiten Staffel war vom 7. August 2009 bis zum 18. Juni 2010 auf dem US-amerikanischen Sender Disney Channel zu sehen. Die deutschsprachige Erstausstrahlung sendete der Pay-TV-Sender Disney Channel vom 5. Februar bis zum 23. Oktober 2010.
- Cole Sprouse, Dylan Sprouse und Brenda Song waren in allen Folgen zu sehen.
- Doc Shaw stieß in Folge zehn zur Serie und war danach in einer Episode nicht zu sehen.
- Debby Ryan war in einer Folge nicht zu sehen.
- Phill Lewis war in sechs Folgen nicht zu sehen.

- Folgende Darsteller nahmen ihre Rollen aus Hotel Zack & Cody für eine Folge wieder auf:  Adrian R’Mante (Episode 14), Camilla Rosso und Rebecca Rosso (beide in Folge 23).

| Nr. (ges.) | Nr. (St.) | Deutscher Titel                 | Originaltitel               | Erstausstrahlung USA | Deutschsprachige Erstausstrahlung (D) | Prod. Code |
| ---------- | --------- | ------------------------------- | --------------------------- | -------------------- | ------------------------------------- | ---------- |
| 22         | 1         | Zack und Cody als Spione        | The Spy Who Shoved Me       | 7. Aug. 2009         | 8. Feb. 2010                          | 205        |
| 23         | 2         | Abrakadabra                     | Ala-ka-scram!               | 14. Aug. 2009        | 9. Feb. 2010                          | 206        |
| 24         | 3         | Halt! Sie gehen zu schnell      | In the Line of Duty         | 21. Aug. 2009        | 10. Feb. 2010                         | 203        |
| 25         | 4         | Küchencasanova                  | Kitchen Casanova            | 4. Sep. 2009         | 11. Feb. 2010                         | 202        |
| 26         | 5         | Das magische Parfum             | Smarticle Particles         | 11. Sep. 2009        | 12. Feb. 2010                         | 201        |
| 27         | 6         | London in Thailand              | Family Thais                | 18. Sep. 2009        | 15. Feb. 2010                         | 209        |
| 28         | 7         | Alles Banane                    | Goin' Bananas               | 25. Sep. 2009        | 16. Feb. 2010                         | 204        |
| 29         | 8         | Verschollen (1)                 | Lost at Sea – Part One      | 2. Okt. 2009         | 5. Feb. 2010                          | 207        |
| 30         | 9         | Verschollen (2)                 | Lost at Sea – Part Two      | 2. Okt. 2009         | 5. Feb. 2010                          | 208        |
| 31         | 10        | Zimmergenossen                  | Roomies                     | 16. Okt. 2009        | 17. Feb. 2010                         | 210        |
| 32         | 11        | Zacks große Geschäftsidee       | Crossing Jordin             | 23. Okt. 2009        | 18. Feb. 2010                         | 213        |
| 33         | 12        | Bermudadreieck                  | Bermuda Triangle            | 14. Nov. 2009        | 19. Feb. 2010                         | 211        |
| 34         | 13        | Die Schöne und die Fiesen       | The Beauty and the Fleeced  | 20. Nov. 2009        | 22. Feb. 2010                         | 212        |
| 35         | 14        | Alter Schwede!                  | The Swede Life              | 4. Dez. 2009         | 23. Feb. 2010                         | 215        |
| 36         | 15        | Eine typische Schwiegermutter   | Mother of the Groom         | 8. Jan. 2010         | 7. Mai 2010                           | 217        |
| 37         | 16        | Lügen haben kurze Beine         | The Defiant Ones            | 15. Jan. 2010        | 29. Mai 2010                          | 218        |
| 38         | 17        | Der Kampf um den goldenen Pokal | Any Given Fantasy1          | 22. Jan. 2010        | 31. Mai 2010                          | 220        |
| 39         | 18        | Die Sherlock Holmies            | Rollin' With the Holmsies   | 29. Jan. 2010        | 1. Juni 2010                          | 214        |
| 40         | 19        | Die Rückkehr der Prinzessin     | Can You Dig It?             | 12. Feb. 2010        | 2. Juni 2010                          | 223        |
| 41         | 20        | Erfindergeist                   | London’s Apprentice         | 26. Feb. 2010        | 3. Juni 2010                          | 219        |
| 42         | 21        | Es war einmal bei Zack und Cody | Once Upon a Suite Life      | 5. März 2010         | 4. Juni 2010                          | 225        |
| 43         | 22        | Ehe für Anfänger                | Marriage 101                | 19. März 2010        | 7. Juni 2010                          | 221        |
| 44         | 23        | Die Model-Party                 | Model Behavior              | 27. März 2010        | 3. Sep. 2010                          | 228        |
| 45         | 24        | Dschinni an Bord                | Rock the Kasbah             | 16. Apr. 2010        | 8. Juni 2010                          | 222        |
| 46         | 25        | Die Retter der Wale             | I Brake for Whales          | 23. Apr. 2010        | 9. Juni 2010                          | 216        |
| 47         | 26        | Star-Reporter Cody              | Seven Seas News             | 7. Mai 2010          | 10. Juni 2010                         | 224        |
| 48         | 27        | Raumschiff Tipton               | Starship Tipton             | 14. Mai 2010         | 11. Juni 2010                         | 227        |
| 49         | 28        | Londons Wette                   | Mean Chicks                 | 14. Juni 2010        | 14. Juni 2010                         | 226        |
| 50         | 29        | Trennung in Paris? (1)          | Breakup in Paris – Part One | 18. Juni 2010        | 23. Okt. 2010                         | 229        |
| 51         | 30        | Trennung in Paris? (2)          | Breakup in Paris – Part Two | 18. Juni 2010        | 23. Okt. 2010                         | 230        |

## Staffel 3
Die Erstausstrahlung der dritten und letzten Staffel war vom 2. Juli 2010	bis zum 6. Mai 2011 auf dem US-amerikanischen Sender Disney Channel zu sehen. Die deutschsprachige Erstausstrahlung sendete der Pay-TV-Sender Disney Channel vom 26. November 2010 bis zum 5. August 2011.
- Cole Sprouse, Dylan Sprouse und Brenda Song waren in allen Folgen zu sehen.
- Doc Shaw war in drei Episoden nicht zu sehen, bevor er in Folge sechs die Serie verließ.
- Debby Ryan war in drei Folgen nicht zu sehen.
- Phill Lewis war in fünf Folgen nicht zu sehen.

- Folgende Darsteller nahmen ihre Rollen aus Hotel Zack & Cody wieder auf: Kim Rhodes (Episode 10 & 22), Brian Stepanek (Episode 7 & 22) und Robert Torti (Episode 22).

| Nr. (ges.) | Nr. (St.) | Deutscher Titel                                                            | Originaltitel                                                                                                   | Erstausstrahlung USA | Deutschsprachige Erstausstrahlung (D) | Prod. Code |
| ---------- | --------- | -------------------------------------------------------------------------- | --- | -------------------- | ------------------------------------- | ---------- |
| 52         | 1         | Schweigen ist Gold                                                         | Silent Treatment                                                                                                | 2. Juli 2010         | 26. Nov. 2010                         | 305        |
| 53         | 2         | Die Geschichte einer Ratte                                                 | Rat Tale | 9. Juli 2010         | 6. Dez. 2010                          | 308        |
| 54         | 3         | Dates mit Hindernissen                                                     | So You Think You Can Date                                                                                       | 16. Juli 2010        | 7. Dez. 2010                          | 306        |
| 55         | 4         | Ein blinder Passagier                                                      | My Oh Maya | 23. Juli 2010        | 8. Dez. 2010                          | 301        |
| 56         | 5         | Schachmatt!                                                                | Das Boots | 30. Juli 2010        | 9. Dez. 2010                          | 303        |
| 57         | 6         | Gute Reise, Marcus!                                                        | Bon Voyage | 20. Aug. 2010        | 10. Dez. 2010                         | 304        |
| 58         | 7         | Callie, die perfekte Frau                                                  | Computer Date                                                                                                   | 27. Aug. 2010        | 13. Dez. 2010                         | 302        |
| 59         | 8         | Die Party geht weiter                                                      | Party On! | 10. Sep. 2010        | 14. Dez. 2010                         | 309        |
| 60         | 9         | Ein Zack, zwei Termine                                                     | Love and War | 24. Sep. 2010        | 15. Dez. 2010                         | 311        |
| 61         | 10        | Ärger in Tokio                                                             | Trouble in Tokyo                                                                                                | 29. Sep. 2010        | 20. Dez. 2010                         | 307        |
| 62         | 11        | Das Geisterschiff                                                          | The Ghost and Mr. Martin                                                                                        | 8. Okt. 2010         | 16. Dez. 2010                         | 310        |
| 63         | 12        | Schulschwänzertag                                                          | Senior Ditch Day                                                                                                | 22. Okt. 2010        | 26. März 2011                         | 320        |
| 64         | 13        | Woodys Schwester                                                           | My Sister’s Keeper                                                                                              | 5. Nov. 2010         | 22. Dez. 2010                         | 315        |
| 65         | 14        | Eingefroren                                                                | Frozen | 27. Nov. 2010        | 23. Dez. 2010                         | 312        |
| 66         | 15        | Londons Weihnachtsgeschichte                                               | A London Carol                                                                                                  | 4. Dez. 2010         | 24. Dez. 2010                         | 313        |
| 67         | 16        | Liebe und Verrat                                                           | The Play’s the Thing                                                                                            | 7. Jan. 2011         | 7. Jan. 2011                          | 314        |
| 68         | 17        | Landgang mit Folgen (1) Cody & Bailey gehen von Bord (1) (Alternativtitel) | Twister – Part One Kettlecorn – Part One(Alternativtitel) Cody & Bailey Off Deck - Part 1 (Alternativtitel)     | 14. Jan. 2011        | 20. Mai 2011                          | 316        |
| 69         | 18        | Landgang mit Folgen (2) Cody & Bailey gehen von Bord (2) (Alternativtitel) | Twister – Part Two Kettlecorn – Part Two (Alternativtitel) Cody & Bailey Off Deck - Part 2 (Alternativtitel)    | 15. Jan. 2011        | 20. Mai 2011                          | 317        |
| 70         | 19        | Landgang mit Folgen (3) Cody & Bailey gehen von Bord (3) (Alternativtitel) | Twister – Part Three Kettlecorn – Part Three (Alternativtitel) Cody & Bailey Off Deck - Part 3(Alternativtitel) | 16. Jan. 2011        | 20. Mai 2011                          | 318        |
| 71         | 20        | Schlangenalarm!                                                            | Snakes on a Boat                                                                                                | 4. März 2011         | 10. Juni 2011                         | 319        |
| 72         | 21        | Der geheime Abschlussball                                                  | Prom Night | 18. März 2011        | 2. Juli 2011                          | 321        |
| 73         | 22        | Der letzte Tag                                                             | Graduation on Deck                                                                                              | 6. Mai 2011          | 5. Aug. 2011                          | 322        |

## Film
Der Film spielt zwischen den Folgen Der geheime Abschlussball und Der letzte Tag aus der dritten Staffel.
| Nr. (ges.) | Nr. (St.) | Deutscher Titel        | Originaltitel        | Erstausstrahlung USA | Deutschsprachige Erstausstrahlung (D) |
| ---------- | --------- | ---------------------- | -------------------- | -------------------- | ------------------------------------- |
| —          | —         | Zack & Cody – Der Film | The Suite Life Movie | 25. März 2011        | 9. Juli 2011                          |